# Mariano Barbosa
Pour les articles homonymes, voir Barbosa.
Mariano Barbosa est un ancien footballeur argentin né le 27 juillet 1984 à Lanús. Il évoluait au poste de gardien de but.

## Palmarès

### Séville FC
- Ligue Europa
  - Vainqueur : 2015